# 日進市立東小学校
日進市立東小学校（にっしんしりつ ひがししょうがっこう）は、愛知県日進市米野木町にある公立小学校。

## 概要
- 1912年（明治45年）、日進尋常高等小学校から分離し、開校。
- 校区は蟹甲町（浅間下の一部）、藤枝町（前田、小六田、西外面、庚申、小山、向イ山、向イ田の一部）、米野木町（家下、追鳥、南荒田、阿弥陀前、土岡の一部、奥畑の一部、仲芝、丁田、農来、小馬場、北畑、宮前、榎坪、仲田、福成、傘松、油田、仲大原、東田面、番城田、小廻間、大廻間、下五反田、上五反田、柿ノ木島、柿ノ木前、丸山、追頃、大原、竹若、細口、海老池、坂ノ本、西馬池、東馬池、百々、下砂子、上砂子、三ケ峯、北山、南山の一部）、三本木町、藤島町（前田、相山、六反田、寺下、八反田、元郷、東浦、瓶ノ側、小万場、芝干、五反田、平子、大根、上田、長塚の一部）、本郷町（流の一部）、米野木台3-6丁目であり、公立中学校に進学する場合は日進市立日進東中学校に進学する[1]。

## 沿革
- 1912年（明治45年）2月1日 - 日進尋常高等小学校から分離し、日進東部尋常小学校として開校する。校舎は日進村米野木字仲田60[注釈 1]に新築する。
- 1926年（大正15年）7月15日 - 高等科を設置し、日進東部尋常高等小学校に改称する。
- 1941年（昭和16年）4月1日 - 日進東部国民学校に改称する。
- 1947年（昭和22年）4月1日 - 日進村立日進東部小学校に改称する。日進村立日進中学校の校舎が未完成のため、日進中学校東部分教場を設置。
- 1949年（昭和24年）8月15日 - 日進中学校の校舎が完成。日進中学校東部分教場を廃止。
- 1958年（昭和33年）1月1日 - 日進村が町制施行し、日進町が発足。同時に日進町立東小学校に改称する。
- 1965年（昭和40年）7月19日 - プールが完成する。
- 1971年（昭和46年）8月31日 - 現在地に校舎（鉄筋コンクリート造3階建）、及びプールが完成し、移転する。
- 1973年（昭和48年）
  - 6月1日 - 体育館が完成する。
  - 8月31日 - 校区の一部が日進町立南小学校校区に移る。
- 1978年（昭和53年）
  - 4月1日 - 校区の一部が新設の日進町立相野山小学校に移る。
  - 4月10日 - 北館（鉄筋コンクリート造3階建）が完成する。
- 1994年（平成6年）10月1日 - 日進町が市制施行し、日進市が発足。同時に日進市立東小学校に改称する。

## 交通アクセス
- 名鉄豊田線米野木駅下車、徒歩約30分。
- 名鉄バス名商大線【50系統・51系統】「東仲」バス停より徒歩約3分。

## 周辺施設
- 日進市立日進東中学校
- 東部保育園
- 三本木保育園

## その他
- 校内には名古屋市交通局1400形電車（1426）が静態保存されている。